# Evru
Alberto Porta, también conocido como Evru (Evrugo Mental State, 2001) o como Zush es un artista de formación autodidacta definido por él mismo como ArtCieMist, una suma de artista, científico y místico. Anteriormente conocido como Zush (1968 - 2001) y Alberto Porta (1946 - 1968), empezó de la mano del galerista René Metras y desde entonces su obra ha recorrido todo el mundo a través de importantes museos como el MoMA (Nueva York), Pompidou (París), MNCARS (Madrid), MACBA (Barcelona), Guggenheim (Nueva York) o Ye Um Foundation (Seúl), entre muchos otros.

## Biografía
Desde muy joven sentirá una gran atracción por el dibujo y el cuerpo humano. Hijo de padre empresario textil y madre diseñadora, nace rodeado de maniquíes y dibujos de diseños de ropa. 
En 1962, con 16 años, conoce al galerista René Metras y este se interesa por él. René será un “padre artístico” ya que le apoyará en los inicios de su carrera.
En el año 1964, se muestra por primera vez su obra al público en la exposición colectiva “Presencias de nuestro tiempo” en la galería René Metras. 
La exposición de 1966 titulada "Galí, Fried, Porta" fue considerada por el entorno como una de las primeras muestras de Pop local.
En 1967 participa en la Bienal de Sao Paulo con tres obras suyas: Boso, Fisis y Solomo.
En 1968 realiza su primera exposición individual titulada “Alucinaciones”. Durante este mismo año, pasa trece días en la prisión Modelo y tres meses en el frenopático de Barcelona. En este último un paciente le llamará Zush y él adoptará este nombre. A partir de aquí, irá desarrollando su propio estado, el Evrugo Mental State, al que dotará de alfabeto, himno, bandera, pasaporte y moneda. Una herramienta que le servirá para generar una relación entre su estado interior y el mundo exterior.
En 1975 recibirá la beca Fullbright de la Fundación Juan March para estudiar tecnología holográfica en el Massachusetts Institute of Technology (MIT) dónde entrará en contacto con el mundo digital. En 1976 expone Después del eclipse en la Galería Vandrés de Gloria Kirby y Fernando Vijande. En 1980 participa en la exposición "New Images from Spain" en el Solomon R. Guggenheim Museum de Nueva York.
Hasta 1983 vivirá en Ibiza dónde pasará temporadas intermitentes debido a sus viajes a Estados Unidos.
En 1977 participa en la VI edición del Documenta de Kassel en los apartados de dibujo y libros de artista.
En 1982 obtiene una beca DAAD que le permitirá establecerse en Berlín por un tiempo.
En 1986 vuelve a Barcelona y, tres años después, organiza la exposición “Los libros de Zush” en el Centro de Art Santa Mónica de Barcelona en 1989. También en 1989 participa en la exposición “Les Magiciens de la Terre” en el Centre Georges Pompidou de París.
En la década de los años 90 Zush empieza a trabajar con la tecnología y el mundo digital.
En el año 2000 se organizan dos retrospectivas del artista en el Museo Nacional Centro de Arte Reina Sofía (MNCARS) y en el Museo de Arte Contemporáneo de Barcelona (MACBA).
A partir de la segunda retrospectiva en Barcelona, Zush desaparecerá y dará paso a Evru (2001-) fruto de su búsqueda de nuevo retos y la voluntad de no repetirse.
Desde 2004, a partir de la I Exposición Universal de Micronaciones organizada por el festival Sónar de Barcelona, trabaja en su proyecto "Oficina de Flujos" basado en desnudos fotográficos. Claudia Giannetti define que “el artista juega con la paradoja del acto de colocar una máscara y desnudar el cuerpo. Desnudarse de la ropa para dar a conocer nuestro verdadero yo”.
Desde julio de 2017, su obra Dongda La Gran Campana forma parte de La Viña de los Artistas de la bodega Mas Blanch i Jové situada en Pobla de Ciérvoles.
En 2019 participa en la 16a Bienal de Estambul, comisariada por Nicolas Bourriaud.
En el año 2022 se organiza la exposición Zush en Ibiza en el Museo de Arte Contemporáneo de Ibiza, centrada en el período en el que el artista vivió en la isla de Ibiza. Posteriormente, en 2023, esta exposición itinera a la Fundación Suñol.
En 2023 forma parte de la muestra colectiva Maquinaciones del Museo Reina Sofia.

## Obra
Evru trabaja con muy diversas técnicas y se mueve en diferentes disciplinas. En su obra encontramos pintura, fotografía, collage, escultura, música, diseño, etc.
Destaca por ser pionero en el uso de la tecnología para la creación artística y su defensa de las capacidades terapéuticas del arte. 

### Arteterapia
En 1994 presentó “Arte para Curarte” en la Galería Joan Prats de Barcelona.
Quiso transmitir la idea de que "cada persona lleva a un artista dentro”, el concepto que más tarde se materializaría en el programa de pintura digital TECURA.

### El mundo digital
A partir de 1995 realiza diferentes trabajos digitales como su página web www.evru.org, el CD-room interactivo PsicoManualDigital, el programa TECURA de pintura digital, y el proyecto DVD “SPINMU” (work in progress). Evru cuestione el concepto de autoría y defiende el trabajo en equipos multidisciplinares.
"Pienso que en el arte lo importante es la obra, no el autor. Yo cuestiono el concepto de autoría y creo que el trabajo de Evru se encaminará a la colaboración en equipo". Evru

### Música
En 1989 publica el LP “Evrugo Mental State. Zush-Tres” compuesto por el artista Tres a partir del encargo del propio Zush en 1982. Un trabajo que incluye el himno de su estado, Evrugo Mental State.
Entre 1992 y 1995, colabora con el músico Peter Gabriel en el primer CD-rom interactivo “Xplora”, en el videoclip "Digging in the dirt" y en la portada del disco “Eve”.
Evru también ha colaborado con músicos como Víctor Nubla o Pascal Comelade.

## Premios
- 1997: Premio Nacional de Grabado por sus innovaciones en el arte gráfico.[9]
- 1999: Premio Laus por su CD-Rom PsicoManualDigital.
- 2000: Premio Ciutat de Barcelona[10] por las exposiciones Zush. La Campanada (MNCARS, 2000) y Zush.Tecura (MACBA, 2000-2001)
- 2003: Premio A.C.C.A. por mostrar la capacidad transformadora del arte en la exposición De Zush a Evru en la Galería Joan Prats de Barcelona.[11]